# 上芥見駅
上芥見駅（かみあくたみえき）は、岐阜県岐阜市上芥見にあった名古屋鉄道美濃町線の駅（停留場）。

## 歴史
美濃町線が前身である美濃電気軌道の路線として1911年（明治44年）に開通した当初から存在する。2005年（平成17年）4月1日をもって、美濃町線とともに廃止された。
- 1911年（明治44年）2月11日 - 美濃電気軌道の神田町駅（のちの岐阜柳ヶ瀬駅） - 上有知駅（のちの美濃駅）間の開通と同時に開業[2]。
- 1930年（昭和5年）8月20日 - 美濃電気軌道が名古屋鉄道（初代。同年中に名岐鉄道に改称し、1935年より名古屋鉄道に再改称）に合併。同社の美濃町線の駅となる[2]。
- 1948年（昭和23年）11月1日以前 - 無人化[3]。
- 2005年（平成17年）4月1日 - 美濃町線の廃止に伴い廃駅[4]。

## 駅構造
道路をはさんで南側に低床単式1面1線のホーム、北側に待合室があった。北を住宅地、南を用水路の土手にはさまれた狭い道のため、ホームの幅は1メートル余りしかなかった。

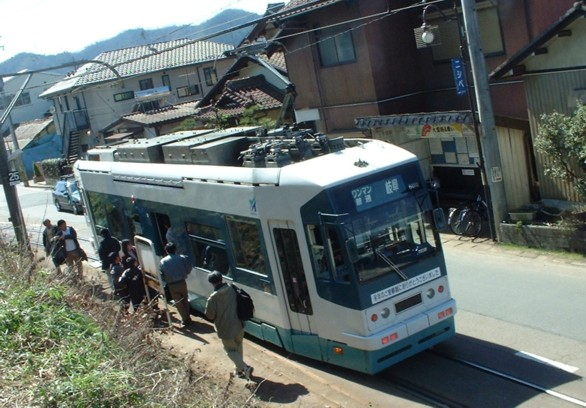
上芥見に停車中の800形。 反対側に見える小屋が待合室

### 配線図
| ← 徹明町方面 | 上芥見駅 構内配線略図 | → 新関方面 |
| 凡例 出典:   |                       |            |

## 利用状況
- 『名古屋鉄道百年史』によると1992年度当時の1日平均乗降人員は202人であり、この値は岐阜市内線均一運賃区間内各駅（岐阜市内線・田神線・美濃町線徹明町駅 - 琴塚駅間）を除く名鉄全駅（342駅）中319位、 美濃町線日野橋 - 美濃間（14駅）中12位であった[1]。

## 駅周辺
- 当駅前後の区間では、道幅の狭さを補うため併用軌道となっていた。ただし道路の中央を軌道が通るような全面的な併用軌道ではなく、道路の端に軌道が敷かれ、道路から軌道敷内にかけてのみ舗装がなされていた[6]。
- 駅北西で長良川と武儀川、津保川が相次いで合流する。

## 隣の駅
名古屋鉄道
美濃町線
下芥見駅 - 上芥見駅 - 白金駅